# Sentier de grande randonnée 124
Le sentier de grande randonnée 124 (GR 124) relie la vallée du Thérain, dans le département de l'Oise à la vallée de la Canche, dans le département du Pas-de-Calais. Il part de Cires-lès-Mello dans l'Oise et aboutit à Rebreuviette, dans le Pas-de-Calais. Le sentier n'est plus balisé à partir d'Hérissart dans la Somme. Sa distance est d'environ 225 km.
Il débute dans la vallée du Thérain, visite la forêt de Hez-Froidmont, la vallée de la Brêche, les ruines de Folleville dans les pas de Saint Vincent de Paul, la vallée de la Noye, puis celle de l'Avre avant de gagner la vallée de la Somme, à Corbie. Il rejoint ensuite la vallée de l'Authie, près de Doullens et achève sa course dans la vallée de la Canche.

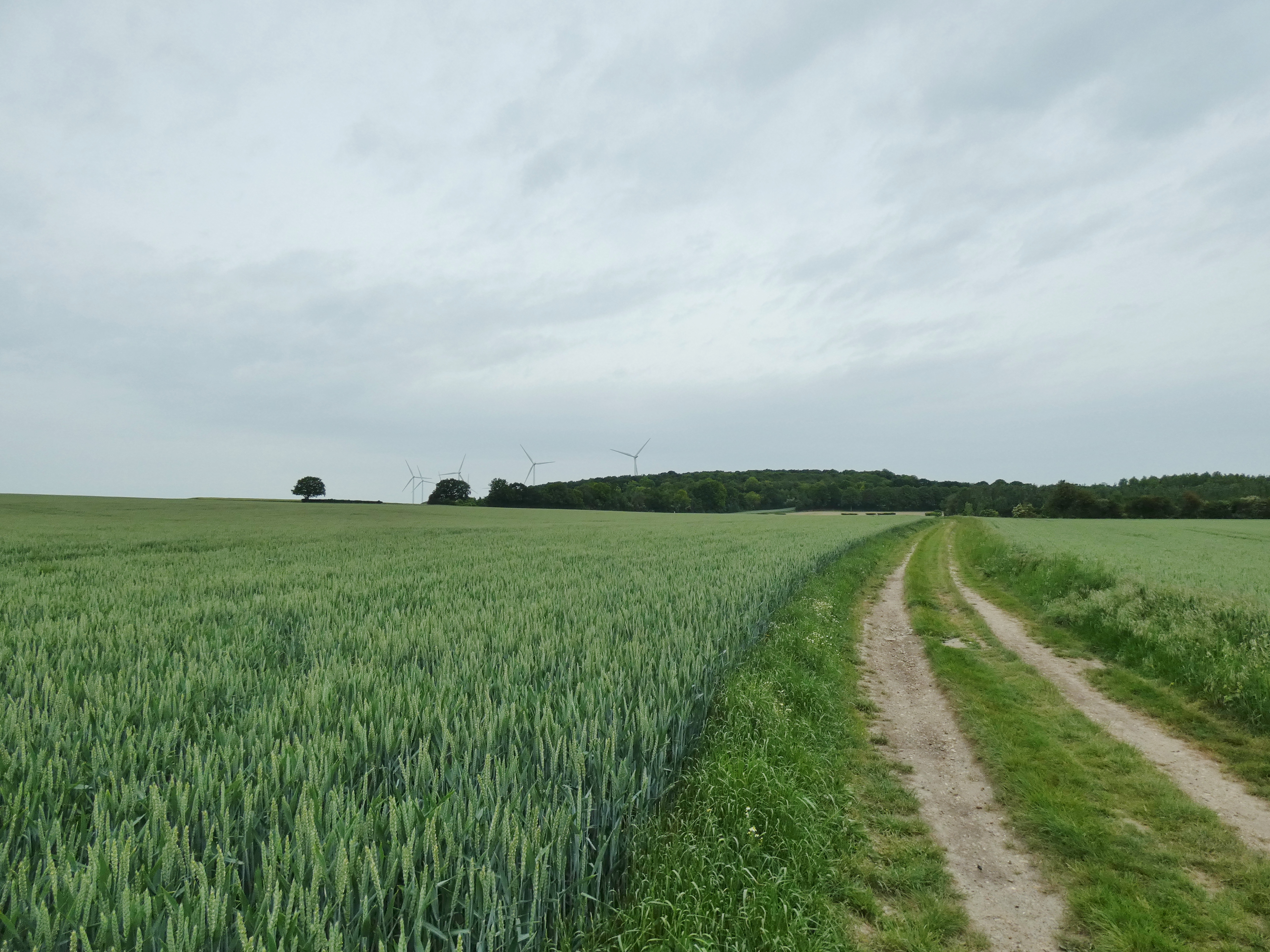
Le GR124 près de Litz

Le GR 124 traverse dans le département de l'Oise :

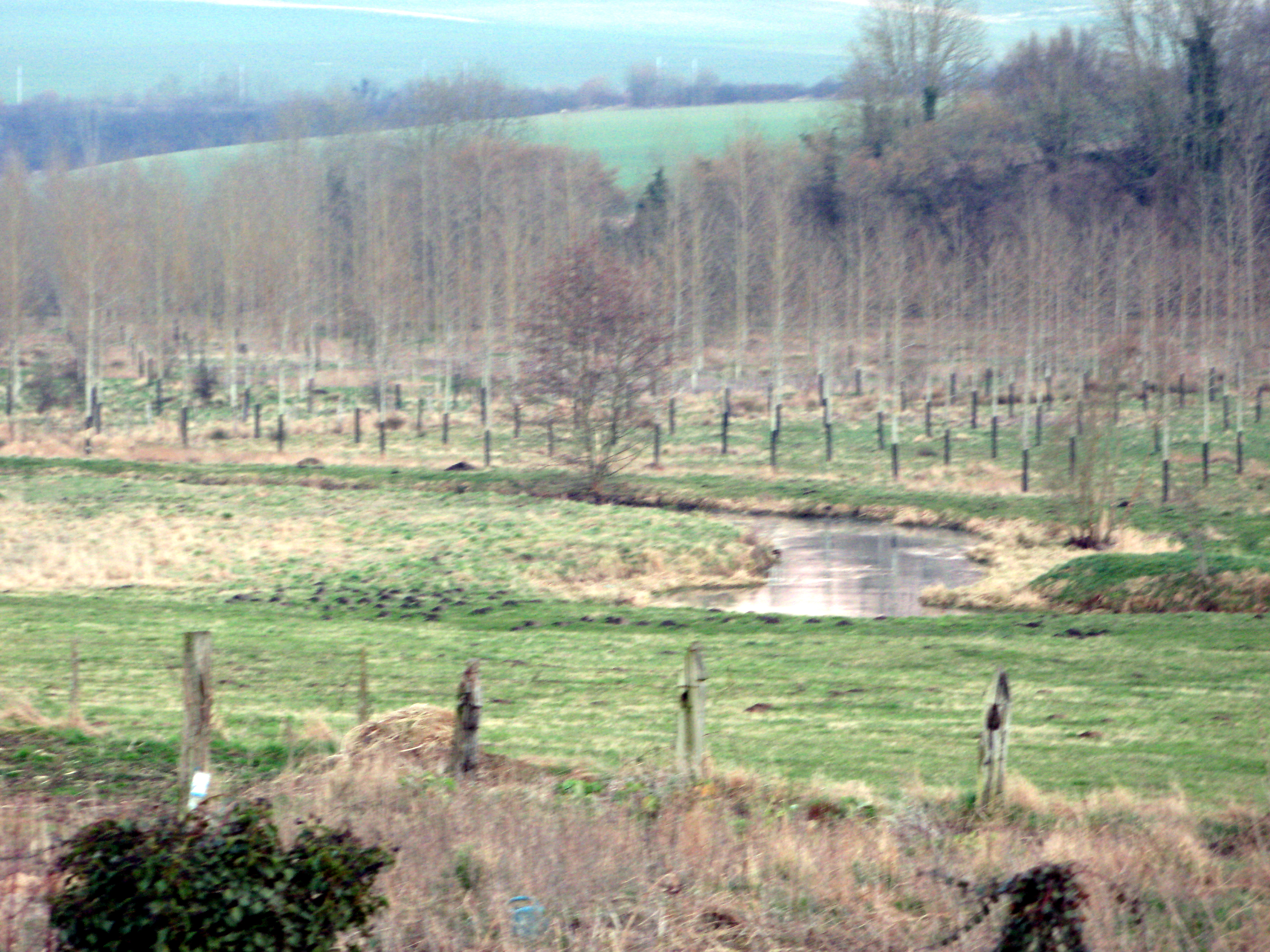
La Faloise, méandre de la Noye, en aval du village.

- Cires-lès-Mello,
- Bury,
- Ansacq,
- Thury-sous-Clermont,
- la Forêt de Hez-Froidmont,
- La Neuville-en-Hez,
- Litz,
- Bulles,
- Le Mesnil-sur-Bulles,
- Bucamps,
- Montreuil-sur-Brêche,
- Reuil-sur-Brêche,
- La Neuville-Saint-Pierre,
- Noyers-Saint-Martin,
- Saint-André-Farivillers,
- Beauvoir,
- Bacouël,
- Le Mesnil-Saint-Firmin,
- Rocquencourt ;

dans le département de la Somme :
- Folleville,
- La Faloise,
- Chaussoy-Epagny,
- Berny-sur-Noye,
- Jumel,
- Estrées-sur-Noye,
- Cottenchy,
- Boves,
- Gentelles,
- Aubigny,
- Fouilloy,
- Corbie,
- Lahoussoye
- Fréchencourt,
- Molliens-au-Bois
- Mirvaux
- Hérissart (arrêt du balisage)
- Raincheval,
- Louvencourt,
- Authie,
- Thièvres,
- Halloy (Pas-de-Calais),
- Pommera (Pas-de-Calais),
- Lucheux ;

et dans le Pas-de-Calais :
- Le Souich,
- Rebreuviette.